# Gourkovo (obchtina)
Gourkovo (bulgare : Гълъбово) est une obchtina de l'oblast de Stara Zagora en Bulgarie.